# Remparts de Ruoms
Les remparts de Ruoms sont des remparts situés en France sur la commune de Ruoms, dans le département de l'Ardèche en région Auvergne-Rhône-Alpes.
Ils font l'objet d'une inscription au titre des monuments historiques depuis 1927.

## Localisation
Les remparts sont situés sur la commune de Ruoms, dans le département français de l'Ardèche.

## Historique
Les remparts de Rumons sont inscrits au titre des monuments historiques le 12 avril 1927.